# Flamingantismo

Bandiera flamingante

Il flamingantismo è il movimento fiammingo (detto dei flamingants nella comunità francofona) che difende la cultura autoctona delle Fiandre (lingua e tradizioni storiche) e si oppone all'influenza della Francia e del francese in Belgio. Il termine è attestato in francese dal 1721 e deriva dalla forma antica flamenc, adattamento dell'olandese Vlaming.

## Uso
Il termine flamingantisme in francese qualifica un movimento avviato dai parroci delle Fiandre sotto l'occupazione francese a partire dal 1792. La Repubblica francese laica si annesse i Paesi Bassi austriaci nel 1795 e li mantenne sotto il suo dominio fino al 1815. L'occupazione minacciava il clero e fu mal vista nelle province cattoliche. Gli occupanti imposero il francese come lingua amministrativa, sebbene fosse già dal Medioevo lingua del potere feudale e delle classi agiate nella sua orbita.
Rimasto dormiente dopo la caduta dell'Impero napoleonico (1815), il movimento flamingante non si adattò comunque alla dominazione protestante del periodo olandese, e fu proprio l'unità religiosa cattolica che nel 1830 spinse fiamminghi e valloni a emanciparsi dai Paesi Bassi. Per la giovane nazione belga s'impose però la scelta del francese come lingua nazionale: esso era infatti in uso presso la borghesia belga, che fu avvantaggiata fino al 1893 dal suffragio censitario, e non era possibile scegliere l'olandese, lingua del paese contro il quale si compiva la rivoluzione.
Anche dopo la nascita dello Stato, il graduale sviluppo del movimento fiammingo e la rivendicazione di un territorio di lingua fiamminga apparvero a lungo incompatibili con il progetto nazionale belga.
Il termine flamingant ha una moderna accezione spregiativa come nel brano di Jacques Brel Les Flamingants, che fustiga i membri del movimento.
Dal termine flamingant è stato tratto in francese il nome di wallingant per i nazionalisti valloni.